# سييرا بورديك
سييرا بورديك (بالإنجليزية: Cierra Burdick)‏ مواليد 30 سبتمبر 1993 في تشارلوت، هي لاعبة كرة سلة أمريكية. بدأت مسيرتها الاحترافية في سنة 2015. تم اختيارها من قبل فريق لوس أنجلوس سباركس خلال الدرافت. تلعب مع نيويورك ليبرتي في دوري الاتحاد الوطني لكرة السلة النسائية. وتحمل الرقم 21. يبلغ طولها 6 قدم 2 بوصة (1.9 م).

## روابط خارجية
- سييرا بورديك على موقع الاتحاد الدولي لكرة السلة (الإنجليزية)
- سييرا بورديك على موقع الاتحاد الوطني لكرة السلة النسائية (الإنجليزية)
- سييرا بورديك على موقع fiba3x3.com (الإنجليزية)
- سييرا بورديك على موقع كرة السلة الأوروبية.كوم (الإنجليزية)
- سييرا بورديك على موقع كلية كرة السلة في سبورتس رفرنس.كوم (الإنجليزية)
- سييرا بورديك على موقع بروبوليرز (الإنجليزية)
- سييرا بورديك على موقع سبورتس رفرنس (الإنجليزية)
- سييرا بورديك على موقع اللجنة الأولمبية الدولية (الإنجليزية)